# Сера дел Монте (Павија)
Сера дел Монте је насеље у Италији у округу Павија, региону Ломбардија.
Према процени из 2011. у насељу је живело 40 становника. Насеље се налази на надморској висини од 493 м.